# Robert de Clari
Pour les articles homonymes, voir Clari.
Robert de Clari ou Robert de Cléry (vers 1170 - après 1216) est un chroniqueur et chevalier croisé du Moyen Âge.
Robert de Clari est un chevalier picard, vassal du châtelain Pierre d'Amiens. Son père est Gilon de Clari et il a un frère, Alleaume. Il est originaire de Pernois, en Picardie, dont Cléry est un hameau.

## Le croisé
Robert de Clari part à la quatrième croisade avec son seigneur Pierre d'Amiens qu'il admire et appelle toujours li biaus et li preus. Étant sans doute celle d'un obscur combattant, il ne parle pas de sa propre participation à cette expédition.
Après la mort en 1205 de ses suzerains directs Pierre d'Amiens et Hugues IV de Campdavaine, comte de Saint-Pol, il rentre rapidement en Picardie. Du pillage de Constantinople il avait rapporté entre autres des reliques dont il fait don à l'abbaye de Corbie.
Il a écrit en ancien français (scripta picarde) La Conquête de Constantinople, un récit de cent-vingt chapitres dans lequel il évoque la quatrième croisade et ses suites immédiates jusqu'en 1216. Il est donc mort après cette date sans que nous en sachions plus sur son compte.

## Œuvre
- La Conquête de Constantinople, dans le volume Historiens et Chroniqueurs du Moyen Âge, Paris, Gallimard, coll. « Bibliothèque de la Pléiade » no 48, 1952, p. 3-81.